# Autostrada A60 (Włochy)
Autostrada A60 (wł. Tangenziale di Como) – autostrada w północnych Włoszech łącząca Gazzada Schianno z Cantello w regionie Lombardia. Arteria według projektu ma być długa 10,5 km, na 2015 rok wybudowano 4,5 km drogi, w projekcie i budowie jest 6 km trasy.
Budowa trasy została podzielona na 2 odcinki:
- odcinek 1 – 4,5 km z Gazzada Schianno do Vedano Olona
- odcinek 2 – 6 km z Folla di Malnate do Cantello

Autostradą zarządza spółka "Autostrada Pedemontana Lombarda S.p.A.". Koszt budowy 4,5 km autostrady wyniósł 300 milionów euro.